# Margit Kaffka
Margit Kaffka (ur. 10 czerwca 1880 w Nagykároly, zm. 1 grudnia 1918 w Budapeszcie) – węgierska pisarka i poetka.

## Życiorys
Urodziła się w Nagykároly (obecnie Carei w Rumunii). Gdy miała pięć lat, zmarł jej ojciec, co pogorszyło sytuację rodziny i ograniczyło możliwość jej edukacji. Uzyskała stypendium pozwalające jej kształcić się w przyklasztornej szkole prowadzonej przez Siostry Miłosierdzia; w zamian musiała przez rok nauczać w szkole w Miszkolcu. W latach 1899–1902 studiowała w Budapeszcie, uzyskując dyplom nauczycielski. W 1905 roku wyszła za mąż za inżyniera leśnika Brunó Fröhlicha. W 1906 roku urodził się ich syn László. Małżeństwo nie było udane, zakończyło się rozwodem w 1910 roku. W latach 1907–1915 pracowała jako nauczycielka w budapeszteńskiej szkole dla dziewcząt. 
W 1914 roku zawarła drugie małżeństwo z lekarzem i biologiem Ervinem Bauerem, młodszym bratem Béli Balázsa. W latach 1914–1918 przebywała w Temesvárze, gdzie jej mąż pracował w szpitalu. 
W czasie pandemii grypy hiszpanki w 1918 roku zachorowała i zmarła. Wraz z nią zmarł jej syn. 
Publikowała wiersze od 1901 roku, tworzyła też opowiadania i powieści. Jej utwory oparte były głównie na osobistych przeżyciach. Od 1910 udzielała się w grupie literackiej skupionej wokół czasopisma „Nyugat”.

## Wybrana twórczość
- Versek (wiersze, 1903)
- Levelek a zárdából (1904)
- A gondolkodók és egyéb elbeszélések (1906)
- Csendes válságok (1909)
- Képzelet-királyfiak (1909)
- Csendes válságok (1910)
- Csonka regény és novellák (1911)
- Tallózó évek (wiersze, 1911)
- Utolszor a lyrán (wiersze, 1912)
- Süppedő talajon (1912)
- Barwy i lata (Színek és évek, powieść, 1912, tłum. na j. pol. Andrzej Sieroszewski)
- Mária évei (powieść, 1913)
- Szent Ildefonso bálja (1914)
- Két nyár (powieść, 1916)
- Állomások (powieść, 1917)
- Mrowisko (Hangyaboly, powieść, 1917, tłum. na j. polski Krystyna Pisarska, ISBN 83-08-01124-1)
- Kis emberek barátocskáim (zbiór wczesnych utworów, 1918)
- Az élet útján (wiersze, 1918)
- A révnél (1918)

## Źródła
- Biogram na stronie www.hunlit.hu (niem. • ang. • węg.)